# Pottschach (zámek)
Schloss Pottschach je renesanční vodní zámek v katastrálním území Pottschach města Ternitz v okrese Neunkirchen v rakouské spolkové zemi Dolní Rakousy.
Farní kostel Pottschach a zámek společně vytvářejí opevněný jez. Zámek je v soukromém vlastnictví a není přístupný veřejnosti.

## Historie
Zámek postavil v 16. století Bernhard Ursenpeck v renesančním slohu. Zámek byl stavěný jako opevněný jez, proto je obehnaný vodním příkopem.

## Architektura zámku
Zámek je pravoúhlá, třípatrová budova, která má ve třetím poschodí čtyřhrannou věžičku. I když je stavba zámkem, je velmi schopná obrany. Ve třetím patře jsou ve slepých oknech střílny. Stavba je ze tří stran obehnaná zdí se čtyřmi věžemi. Zpočátku byla domněnka, že před zámkem stála stavba, která byla v 19. století zbourána.